# Sinfonietta (Phillips)
Montague Phillips componeerde zijn Sinfonietta in 1943.

## Geschiedenis
Phillips componeerde slechts twee werken in de symfonievorm; zijn symfonie en zijn sinfonietta. Zijn eerste en enige symfonie ging bijna geheel verloren tijdens de Eerste Wereldoorlog en daarom is het mede opvallend dat zijn tweede de sinfonietta geschreven werd tijdens de Tweede Wereldoorlog. De opdracht voor het werk kwam van het BBC Symphony Orchestra en het is dan ook een werk dat gespeeld moet worden met een symfonieorkest; de sinfonietta dankt haar naam dus niet aan een kleine orkestbezetting. Ook de vorm (zie onder) is niet anders dan een symfonie. De term sinfonietta staat hier voor een kort durende (maar 15 minuten) en qua klank lichte symfonie. De eerste uitvoering vond plaats tijdens een radio-uitzending van de BBC onder leiding van de componist..

## Muziek
Het werk is geschreven in de vierdelige symfoniestructuur, waarbij het derde en vierde deel zijn samengetrokken; een schrijfwijze die meer Britse componisten toepasten:
1. Allegro risoluto
2. Canzona: Lento tranquillo
3. Scherzo: Allegro vivace – poco meno messo (alla marcia).

Terwijl ander componisten gedurende oorlogstijd zwaarwichtige werken schreven, hield Phillips het licht qua klank. Daarbij is een belangrijke factor, dat Phillips voornamelijk bekendstond om zijn composities, die tegen lichte muziek aanleunden. Met dat in het achterhoofd klinkt deze sinfonietta zwaarder dan bijvoorbeeld In May Time. Een andere invalshoek kan zijn, dat er al zoveel droefenis (ook in muziek) aanwezig was, dat hij meer een werk schreef in de gedachte de Britse bevolking een steun in de rug te geven. Zo klinkt het tweede deel met haar hobosolo begeleid door harp haast pastoraal, er is zo te horen geen vuiltje aan de lucht. Deel drie is het luchtige scherzo dat overgaat in marsachtige muziek. Het thema uit deel één komt weer terug. Het middelstuk wordt verzorgd door een mars, die tot halt wordt geroepen. Het werk wordt afgesloten door de finale, waarbij de bekkens op het eind pas hoorbaar zijn.

## Orkestratie
- 2 dwarsfluiten waaronder een piccolo, 2 hobo's, 2 klarinetten, 2 fagotten
- 2 hoorns, 2 trompetten, 2 trombones;
- pauken, percussie, waaronder glockenspiel, triangel en bekkens¹; harp
- violen, altviolen, celli en contrabassen.

## Discografie
- Uitgave Dutton: BBC Concert Orchestra o.l.v. Gavin Sutherland